# Carrascosa del Campo
Carrascosa del Campo es una localidad española del municipio de Campos del Paraíso, perteneciente a la provincia de Cuenca, en la comunidad autónoma de Castilla-La Mancha. Sede del ayuntamiento, tiene una población de 440 habitantes (INE 2023). Su economía es principalmente agrícola y ganadera. 

## Toponimia
El nombre de Carrascosa del Campo se lo otorgó el emperador Carlos V en el privilegio de villa, el cual afirmaba que el nombre derivaba de la cantidad de carrascas (encinas pequeñas) del entorno y por ser la capital del al sexmo del Campo. Anteriormente, a esta localidad se le llamaba Venta de la Carrasca, cuando todavía pertenecía a Huete, y en algunas ocasiones, Carrascoyo, como así lo escribía Don Juan Manuel en su Libro de la Caça.
Al independizarse jurídicamente de Huete en el siglo XVI, tomó el título de «Muy Noble y Muy Leal Villa» otorgado por el emperador Carlos V, con base a su reinado por parte del imperio romano, el 18 de octubre de 1537.

## Historia

### Prehistoria y protohistoria

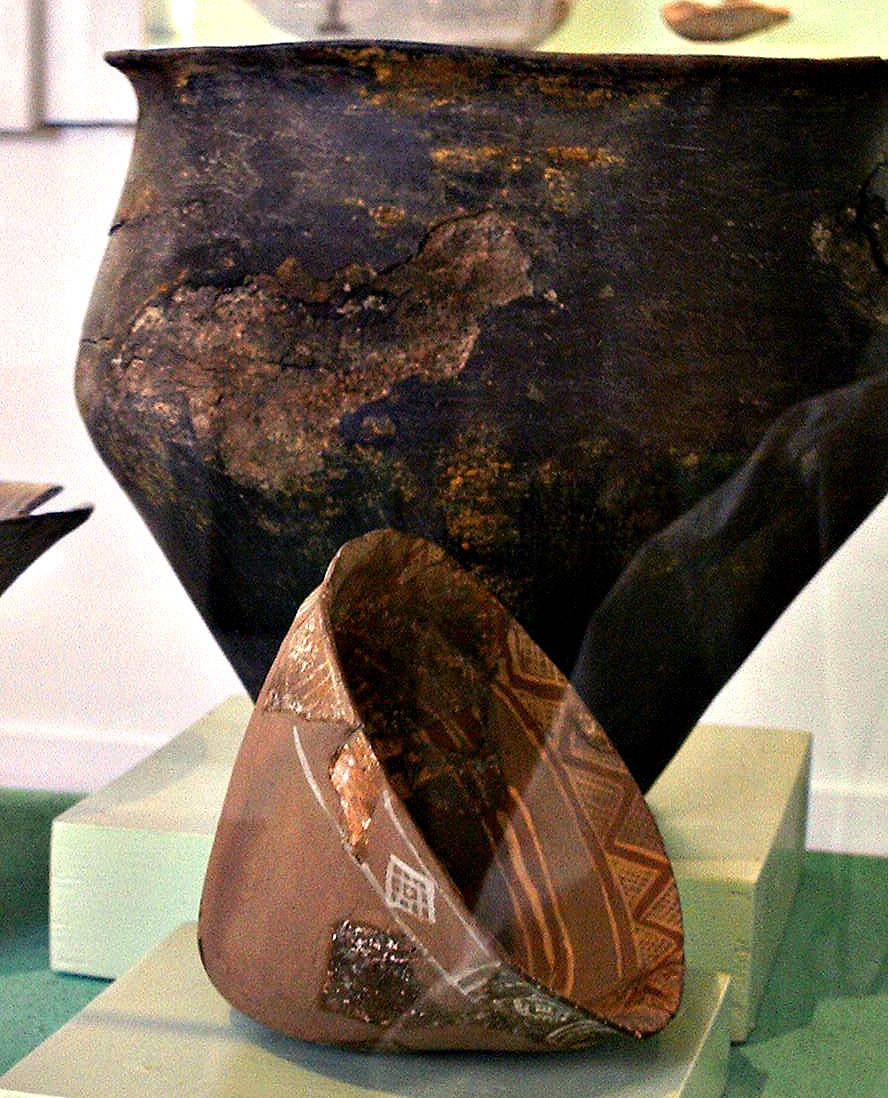
Objetos de cerámica hallstáttica encontrada en Las Madrigueras (Museo Provincial de Cuenca)

Los vestigios más antiguos en la zona datan del Arverniense (Oligoceno Superior, hace 22 millones de años), en un yacimiento paleontológico en el cerro Arenoso, encontrado en 1965 durante la construcción del Trasvase Tajo-Segura. Este yacimiento fue el primero que demostró la existencia de animales de esta época en el interior de España. El estado de conservación de los huesos es bastante variable, ya que estaban fundamentalmente formados por areniscas, arcillas y calizas. La fauna determinada incluye cinco roedores, tres carnívoros, cuatro perisodáctilos, cuatro artiodáctilos, así como numerosas placas óseas de tortugas y osteodermos de cocodrilos. Este descubrimiento, junto con el de Loranca del Campo, hizo que en 1970 esta zona se reconociera como la zona con mayor densidad paleontológica de España del Oligoceno y el Mioceno.
En tiempos prerromanos, se tiene constancia de una necrópolis celtibérica, de entre el siglo VI a. C. al siglo III a. C. del pueblo de los Olcades, en el paraje llamado de Las Madrigeras, en la que se hallaron importantes enterramientos, como sesenta y cinco sepulturas funerarias, y también se encontraron importantes vestigios arqueológicos del pueblo de los Olcades, del cual no se tiene mucha información, como objetos de bronce, hierro, cerámica griega, cerámica hallstáttica (uno de los ocho yacimientos de España en los que se han encontrado restos de esta cultura, además de ser el primero en toda la península ibérica), cerámica ibérica, gris, etc.

### Época romana y visigoda

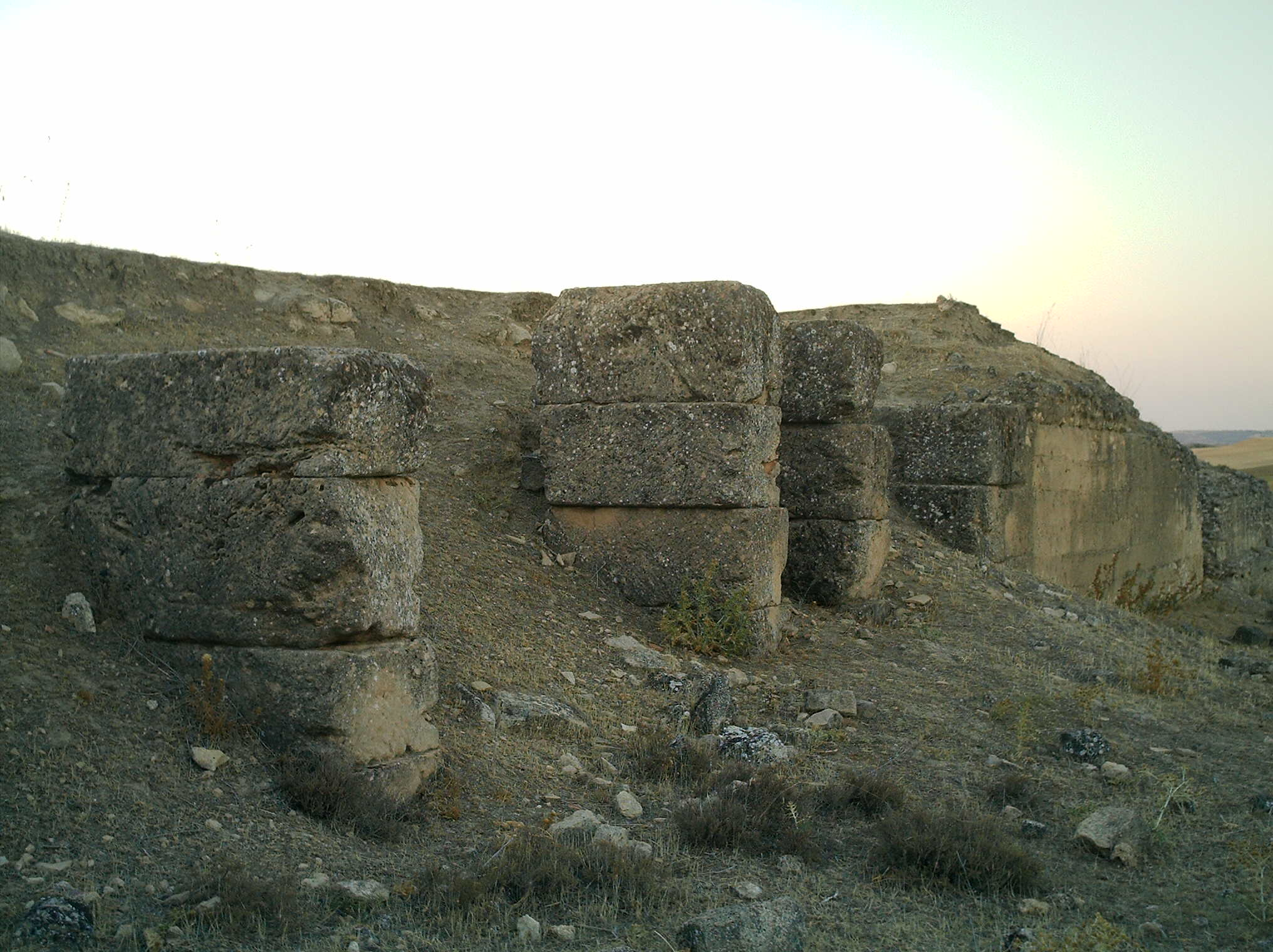
Yacimiento arqueológico del cerro de la Muela. Época romana.

Los vestigios romanos son muy valiosos, con varios emplazamientos, el más importante es un municipio celtibérico-romano que data del siglo VIII a. C. al siglo III d. C., del cual se ha hallado el barrio de artesanos y necrópolis. También se han descubierto restos de vasijas enteras, restos funerarios, pequeñas cremaciones, ánforas de cristal que servían para albergar aceites aromáticos, etc.
El segundo emplazamiento es una fundición romana, denominada «Cerro de la Muela»  o «del Pulpón», yacimiento que permite conocer la evolución económica de la zona durante la ocupación romana, debido a la cercanía de una zona minera de Lapis specularis. Cabe destacar que esta zona fue la más rica en este producto y que por tanto se estableció una de las industrias más fuertes de todo el Imperio romano, dando gran riqueza económica a la zona. Constaba de un centro fabril y de una mina de lapis specularis o espejuelo, que ofrecían servicio a la cercana ciudad de Segóbriga, a Ercávica, al centro de la península y al levante. En este centro fabril se fabricaban armas y monedas. Además, en la excavación realizada por la Universidad de Guelph, de Canadá, se descubrieron múltiples objetos de metal, cerámica romana de todas las épocas de la romanización y fragmentos de estucados (trozos de pared decorada con pintura). Cerca de esta fundición y del pueblo actual pasaba la calzada Cartago Nova-Segontia.  Esta fortificación y poblado sirvieron posteriormente a visigodos y árabes como centro estratégico y fortaleza. En este centro se trasladaban las producciones de espejuelo de Segróbiga y las ya existentes, y todas ellas eran trasladadas a Cartagena (Cartago Nova), por la calzada que pasaba por este cerro, y de Cartagena iban directamente a Roma. Esta zona era la más densa y de mejor calidad de espejuelo en todo el Imperio romano, y de ahí se debe la riqueza de esta zona en aquella época.

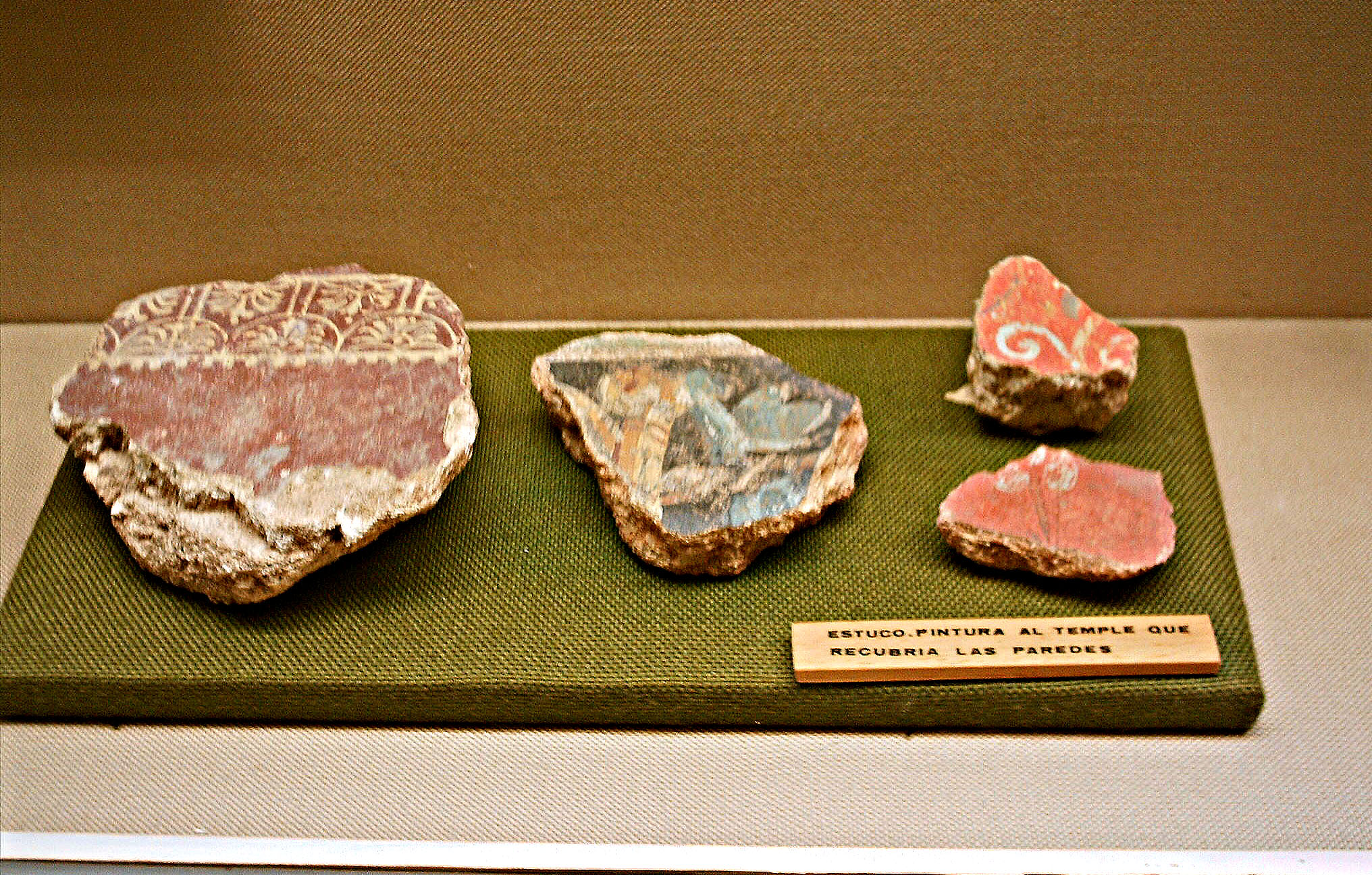
Estucos encontrados en el Cerro de la Muela (Museo Provincial de Cuenca).

Otro emplazamiento romano es Cifuentes, un pozo-fuente que en el tránsito de la calzada romana servía para el abastecimiento de agua y víveres a cabalgaduras y personas.
La calzada romana Cartago Nova-Segontia hacía su paso por el pueblo por la Fuente del Pilar (paraje similar a Cifuentes, y que todavía esta fuente se mantiene en pie exactamente igual a la arquitectura romana), calle de Carralcazar y calle de San Bartolomé, pasaba por la calle Colegio (un poco al sur de la iglesia) y se dirigía a la calle Calzada de los Romanos, Fuente del Cazaizo (igual que la Fuente del Pilar y Cifuentes), y la ermita de santa Ana, que podría pertenecer a un santuario romano. De aquí se iría por el Camino viejo de Valdejudíos, llegaría a Cifuentes y de aquí al poblado de Valdejudíos, pasando por dos puentes que atravesaban el río.

### Edad Media y Moderna
En tiempos árabes, en los alrededores del pueblo, se libraron al menos dos batallas por el control de estas tierras entre árabes y cristianos. En la más importante, denominada batalla de Capas, y en la que se luchó cuerpo a cuerpo, los cristianos, encabezados por el rey Alfonso VIII, salieron victoriosos e incorporaron la entonces aldea al Reino de Castilla. Los únicos restos arqueológicos que se conservan de la presencia árabe en la villa, son unos hornos de cocer tejas en dos zonas a las afueras de la villa.
En el siglo XI nació la población en sí, como otro poblado más del sexmo de Huete. Este poblado en un principio se llamó «Venta de la Carrasca», compuesto por los actuales barrios de La Solana, El Castillo y Carralcazar. Pero en la Edad Media fue cuando realmente aumenta en población y territorio, tanto que Juan II de Castilla, padre de Isabel la Católica otorgó privilegios a la villa.
El infante castellano Don Juan Manuel, sobrino carnal de Alfonso X el Sabio, escribió en su Libro de Caça (Libro de Caza), en el año 1325, sobre cómo cazar con cetrería de halcones por las tierras de Carrascosa, en el cual se nombra ya al río Valdejudíos, «que nace en tierras de Carrascoyo».
En el siglo XIV, se tiene constancia de un hombre llamado Alvar García de Albornoz, apodado El Viejo, nacido en Carrascosa del Campo, fue Mayordomo real y embajador del rey Alfonso XI de Castilla en Francia, quien fue nombrado componente de la Orden de la Banda. Fue él quien pactó la boda entre el rey Pedro I el Cruel con Blanca de Borbón. A la muerte del rey Alfonso, fue mayordomo real de Enrique II de Castilla, que además le otorgó varios privilegios y mayorazgos (entre los que se encuentra el de Beteta), en recompensa por el trabajo realizado a su padre. Alvar García murió en 1374, y actualmente está enterrado en la catedral de Cuenca. Un hermano de Alvar, Gil Álvarez de Albornoz (los apellidos fueron una acumulación de errores genealógicos de la época) fue arzobispo de Toledo entre 1338 y 1367 y cardenal desde 1350. Fue el fundador del Real Colegio de España de Bolonia, Italia, además, amigo íntimo de los papas Clemente VI, Inocencio VI y Urbano V. Fue un personaje decisivo en la historia de la cristiandad en España y en la Edad Media española. Otro hermano de Alvar y de Gil Álvarez fue Fernando Álvarez de Albornoz, arzobispo de Sevilla entre 1371 y 1378.
Una hija de Alvar, Urraca Álvarez de Albornoz, se casó con Gómez Carrillo y tuvieron como hijo en 1384 a Alonso de Carrillo, obispo de Sigüenza entre 1422 y 1434, posteriormente fue cardenal de San Eustaquio en la Curia Romana y protonotario apostólico del papa Eugenio IV. Murió en Basilea (Suiza) el 14 de marzo de 1434.

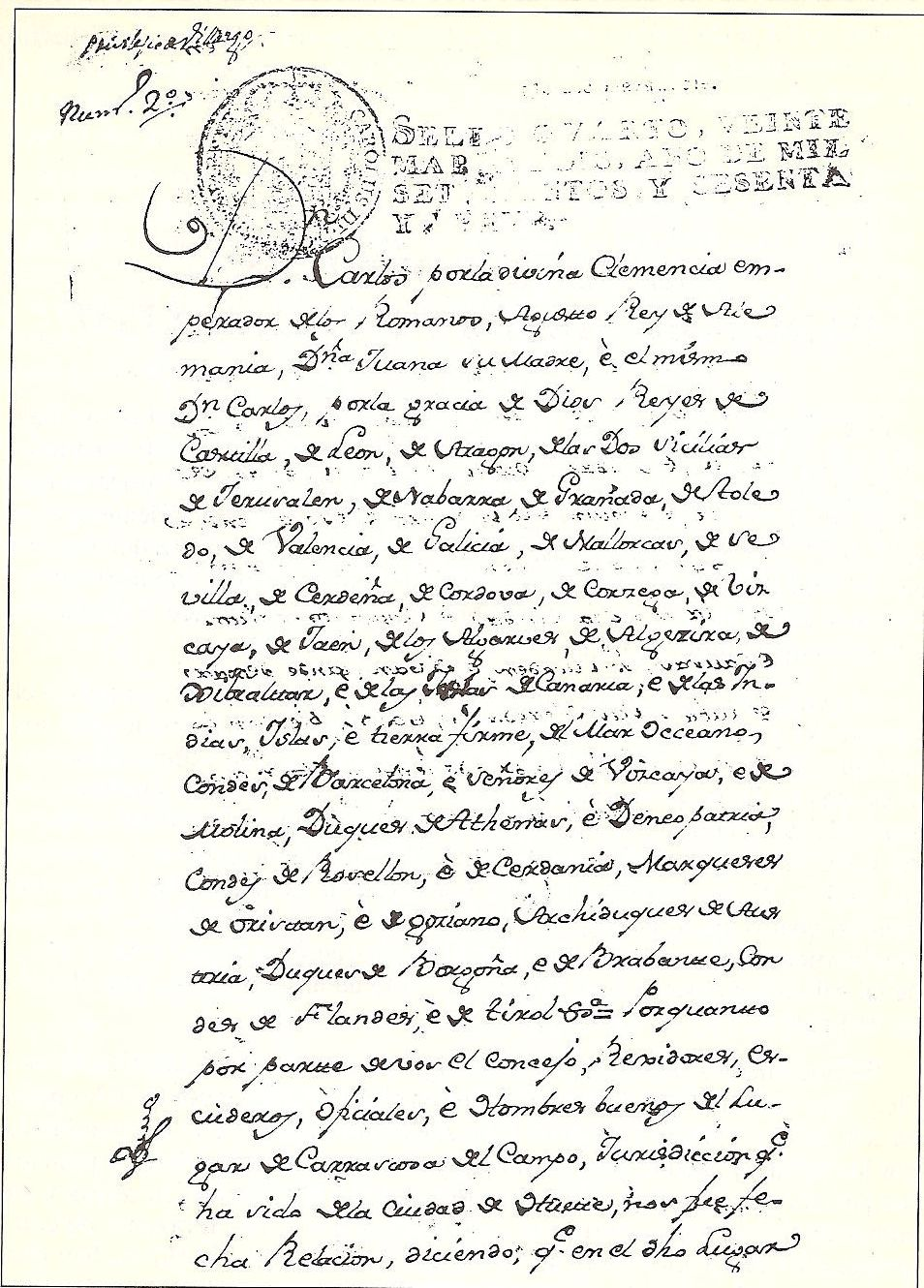
Privilegio de villa otorgado por Carlos I.

Una hija de Urraca Álvarez de Albornoz fue Teresa Carrillo de Albornoz, casada con el portugués Lope Vázquez de Acuña, máximo responsable del Concejo de la Mesta, ricohombre de Castilla y primer señor de Buendía y Azañón.  Este matrimonio tuvo como hijo a Alfonso Carrillo de Acuña, ya que prefirió el apellido de la madre al del padre, por considerarlo más importante. Alonso Carrillo de Acuña nació en el año 1410, fue nombrado en 1436 obispo de Sigüenza, al igual que su tío, y se convierte en arzobispo de Toledo en 1446, hasta su muerte en 1482. Participó activamente en la guerra de sucesión castellana, siendo el mayor beligerante del bando castellano que apoyó a la princesa Juana, hasta que en 1479, una ofensiva de los Reyes Católicos le obligó a someterse.
Esta villa perteneció al Ducado del Infantado durante los siglos XV y XVI, como se comprueba en varios documentos. Una bula papal de Julio II en 1509 le otorgaba a Martín de Mendoza privilegios sobre esta Villa.
En la Guerra de Granada, en 1492, participaron veinte carrascoseños, de los cuales murieron trece (Miguel de Combroi, Lucas Ruiz, Esteban Ruiz, Pedro Jiménez, Juan Martínez de los Tejedores, Juan Pineda, Lorenzo de Lázaro, Roque Muñoz, Pedro de Carralcazar, Bartolomé Alonso, Juan Grados y Hernando Alonso).
El 18 de octubre del año 1537, Carlos I le concedió el Título de Villazgo, que le otorgaría los títulos y privilegios de «Muy Noble y Muy Leal Villa de Carrascosa del Campo», que permitiría independizarse jurídicamente de la ciudad de Huete, crear un corregidor y un juzgado de paz, además de dejar de pagar impuestos a Huete. 
En el siglo XVIII, Carrascosa del Campo tuvo un importante peso en la zona, y varios nobles afiliados al rey construyeron aquí sus moradas. En 1779, Carlos III otorgó a Carrascosa junto con otros municipios el derecho a tener un mercadillo ambulante que se hiciera una día a la semana, en el caso de Carrascosa el lunes. Este mercadillo sigue existiendo actualmente.

### Guerra de la Independencia
En la Guerra de la Independencia, Carrascosa del Campo se vio involucrada directamente en la batalla de Uclés, acontecida entre el 12 y el 13 de enero de 1809. Los vecinos de la villa fueron retenidos contra su voluntad la noche del día 12 y encerrados en el monasterio de Uclés, pero consiguieron escapar y reclutarse en la iglesia de la villa de Carrascosa. Los franceses los siguieron y consiguieron penetrar en la iglesia dañando la entrada principal. La mayoría de los allí escondidos fueron asesinados brutalmente. La batalla en Uclés acabó al día siguiente y los restos del ejército del general Venegas, del que quedaban apenas tres mil hombres, se encontraron en Carrascosa con el ejército del duque del Infantado, que acudía al frente de la batalla ya demasiado tarde.
Este fatídico día para olvidar en la historia local, provocó un gravísimo descenso de población, documentos de la época reflejan que no quedaron más de trescientos vecinos, y la mayoría de la que sobrevivieron tuvieron que emigrar a ciudades, además del saqueo de la mayoría de las casas. Afortunadamente, a partir del año 1840, muchas de las familias emigradas durante la guerra y sus descendientes vuelven a la villa, resucitando así su antiguo esplendor, de este hecho le debemos parte de las gracias a los hermanos José Antonio y Francisco Ruiz de Alarcón, nobles hidalgos, que años más tarde pedirían el reconocimiento a la Real Chancillería de Granada de los privilegios de su estado noble en la Villa, aludiendo la «Ayuda dada a la Patria y a la Villa en su estado miserable en el año 1809».

### Guerra Civil
Durante la Guerra Civil Carrascosa del Campo quedó en zona republicana bajo el frente sureste, que por otra parte fue el más estable de toda la contienda, y durante la misma no existen acciones bélicas importantes, excepto el paso de escuadras de la 2.ª División del Ejército Republicano y, sobre todo, la 49.ª Brigada Mixta, también del Ejército Republicano, que centró en Carrascosa su campamento base tras la batalla de Guadalajara, y de aquí partieron a finales de 1937 a la batalla de Teruel.

### Franquismo
En 1971 el antiguo municipio de Carrascosa del Campo se unió a los vecinos de Loranca del Campo, Olmedilla del Campo, Valparaíso de Abajo y Valparaíso de Arriba para formar el nuevo municipio de Campos del Paraíso, del cual la localidad de Carrascosa del Campo se convirtió en capital.

### Alcaldes
| Periodo   | Nombre                      | Partido |
| --------- | --------------------------- | ------- |
| 1979-1983 | José Andrés Medina Bonilla  | UCD     |
| 1983-1987 | Reyes Casero Plaza          | PSOE    |
| 1987-1991 | Tomás Valenciano Horcajada  | PP      |
| 1991-1995 | María García Saavedra Pérez | PP      |
| 1995-1999 | María García Saavedra Pérez | PP      |
| 1999-2003 | María García Saavedra Pérez | PP      |
| 2003-2007 | María García Saavedra Pérez | PP      |
| 2007-2011 | María García Saavedra Pérez | PP      |
| 2011-2015 | César Fraile París          | UPCP    |
| 2015-2019 | Ana María García Plaza      | PP      |
| 2019-2023 | Roberto Cuevas Valenciano   | PSOE    |

### Elecciones locales 2023 en Campos del Paraíso
| Elecciones municipales del 28 de mayo de 2023 |       |         |            |
| Partido                                       | Votos | %       | Concejales |
| PP                                            | 207   | 50,12 % | 4          |
| PSOE                                          | 200   | 48,43 % | 3          |
| Vox                                           | 6     | 1,45 %  | 0          |

## Carrascosa como apellido
El distintivo de Carrascosa, se convirtió en apellido Toponímico distintivo o Gentilicio medieval de los lugareños para identificar su origen étnico. Uno de los más prominentes personajes de la comunidad fue Juan Francisco Ruid de Carrascosa y Fernández de Cámara, quien fue enviado en 1770 como comisionado al entonces poblado de Quetzaltenango en Guatemala, durante el Virreinato de Nueva España. El apellido Carrascosa llegó a México en 1821 cuando Manuel María Ruid de Carrascosa y Morales, huyera de la guerra de Independencia de Centroamérica, con sus hijas Rita y Dominga Carrascosa Matamoros, madre del general Manuel José María Carrascosa y Culebro quien durante el Porfiriato se convirtió en Gobernador apareciendo en la lista de Gobernadores de chiapas con el nombre de Manuel Carrascosa en dos ocasiones entre 1887 y 1891 por parte del Partido Conservador (México) siendo acérrimo enemigo político de Emilio Rabasa Estebanell del Partido Liberal Mexicano quien le sucedió en el gobierno.

## Escudo de armas

### Escudo heráldico de Campos del Paraíso

Diseño heráldico del escudo de Armas de Campos del Paraíso

Este escudo no pertenece a la localidad de Carrascosa del Campo, sino que pertenece al municipio de Campos del Paraíso, del cual Carrascosa es la cabeza.
Es un escudo de estilo español, adopta la forma de cuadrilongo, ligeramente redondeado en el inferior y cortado a dos partes, a la sombra de la corona real.
En la parte superior sobre un fondo de gules (rojo), constan la flor de lis a la izquierda, el castillo en oro en el centro y el león rampante.
En la parte inferior sobre un fondo de oro, los símbolos de la riqueza de esta comarca, el trigo y el girasol, y en medio plantado un árbol, representando el sexmo perteneciente a Huete.
El 23 de noviembre de 1992 la Real Academia de la Historia del Ministerio de Cultura aprobaron el escudo heráldico de Campos del Paraíso., aunque este escudo se usa desde el 10 de noviembre de 1876 en esta villa, con independencia del muy posterior Campos del Paraíso. En este escudo se podía leer en el circundante el lema «Alcaldía Constal de Carrascosa del Campo», que se dejó de usar tras la Guerra Civil. Anteriormente de 1876 se usó un escudo compuesto por una simple carrasca.

### Escudo de armas de la Noble Villa de Carrascosa del Campo (histórico)

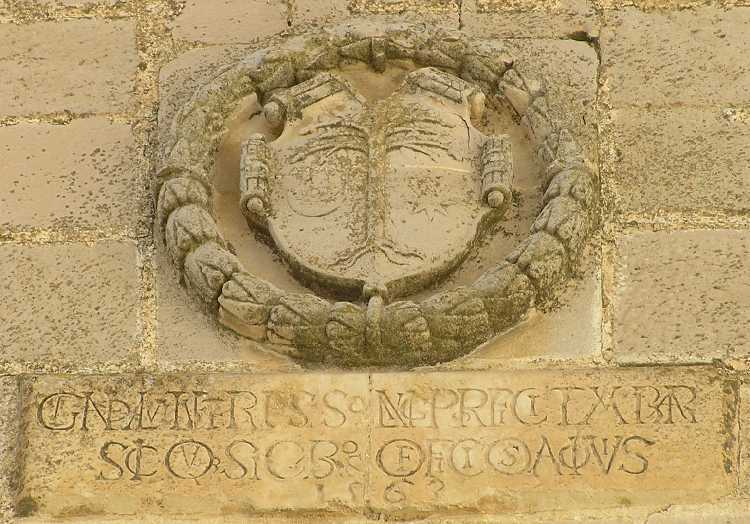
Escudo de Armas de la Villa, con el lema citado en el texto.

La villa de Carrascosa tiene un escudo propio, otorgado por el rey y emperador español Carlos I, en el cual figuran como parte central una carrasca, símbolo por excelencia de la villa, a la izquierda, una media luna en representación de la antigua aldea de Huete, y a la derecha una estrella de ocho puntas. Debajo del escudo se halla una inscripción en la cual dice: «Aquí Carlos I Señor de esto, he aquí el símbolo de la ciudad. Así se hizo a través de los siglos. Así es. 1563» (la fecha señalada en el escudo no corresponde con el reinado de Carlos I, ya que el lema y el escudo se lo otorgó el rey en el privilegio de villa en el año 1537, y el escudo fue labrado en la fecha citada, 1563).

## Geografía

### Ubicación
Carrascosa del Campo se sitúa en la comarca de La Mancha de Cuenca, siendo esta una zona de transición entre La Alcarria, la Mancha y la Serranía de Cuenca. Limita con las localidades de Loranca del Campo, Valparaíso de Abajo, Olmedilla del Campo (Campos del Paraíso), Palomares del Campo, Vellisca, Alcázar del Rey, Torrejoncillo del Rey y Rozalén del Monte. Tiene una superficie total de 104,4 km² y se encuentra a 110 km de Madrid. Tiene una población de 602 habitantes y una densidad de 6,14 hab./km². Limita con las poblaciones y municipios siguientes: Alcázar del Rey, Vellisca, Huete, Valparaíso de Abajo, Rozalén del Monte, Torrejoncillo del Rey, Saelices y Palomares del Campo.
Esta comarca, conocida generalmente como «El Campo» o «El Campo de Carrascosa», consiste en una penillanura ligeramente ondulada por efecto de las lomas más occidentales del Sistema Ibérico, que en esa zona comienzan a hacer aparición y que posteriormente, han sido, en parte, acentuadas por la erosión. La red fluvial no ha llegado todavía a realizar totalmente el drenaje y la desecación de esta zona, por lo que es frecuente junto a los márgenes de los ríos la aparición de tierras bajas, formando marjales.

### Orografía
La formación geológica de esta zona pertenece en su mayoría al Paleógeno, salvo algún afloramiento de terrenos del Cretácico Superior, como la sierra de Carrascosa (1017 m s. n. m.), que constituye el límite de la comarca por su parte oeste. La altitud sobre el nivel del mar oscila entre los 850 y los 900 m s. n. m. Sin embargo, la principal característica del Campo de Carrascosa consiste en ser una comarca de transición, pues queda situada entre la Alcarria, que se extiende hacia el Norte, la Serranía de Cuenca, que queda más al Este, y la Mancha, que se extiende por el Sur. Esta situación de transición entre distintas comarcas se comprende con más facilidad al examinar la situación estratégica en que se halla situada con respecto a las vías de comunicación de la mitad oriental de la Meseta Sur.
La villa se sitúa en la ribera del río Valdejudíos (en el cual se está construyendo un embalse), en la cuenca hidrográfica del río Guadiana, a 898 m s. n. m., aunque el punto más alto del casco urbano se encuentra a 903 m s. n. m. La geografía de la villa está constituida por llanuras y montes, siendo las primeras las más abundantes. En los alrededores predomina la roca caliza y arenisca, y en los suelos, la arcilla.
La cota más alta de la villa es la sierra de Carrascosa, que alcanza en su cota máxima 1017 m de altitud (donde actualmente existe un parque eólico), también existen distintos montes, aunque con menos altitud.
En la actualidad, la orografía del municipio se ha visto un poco alterada, debido a la construcción de la autovía A-40, que ha ocupado 250 hectáreas de terreno, la construcción de la línea ferroviaria AVE, entre Madrid-Valencia, la excavación de taludes o construcción de puentes, que ha provocado corte de caminos, y sobre todo la construcción de un embalse, denominada «Tubería de la Llanura Manchega», que conducirá agua desde este embalse regulador a 58 municipios conquenses, albaceteños y ciudadrealeños. Esta presa se está generando en la vega más fértil del río Valdejudíos, y tendrá una capacidad de 4,6 hm³.

### Clima
Carrascosa del Campo tiene clima mediterráneo continental, pudiendo llegar a -15 °C en pleno invierno y 43 °C en verano.

## Cultura
La localidad de Carrascosa del Campo realiza a lo largo del año diversos eventos culturales centrados en el fomento de la comarca y la cultura, aunque también existen diversas organizaciones o eventos importantes a destacar.
- Banda de Cornetas y Tambores
- Certamen de Villancicos
- Semana Santa

## Patrimonio histórico-monumental
El casco urbano, categorizado como de gran interés y de conjunto monumental español, se compone de diferentes edificaciones antiguas, aunque el paso del tiempo y construcciones modernas lo han cambiado mucho. En las casas del casco urbano, se ven importantes rejerías renacentistas y barrocas.

### Iglesia de la Natividad Nuestra Señora

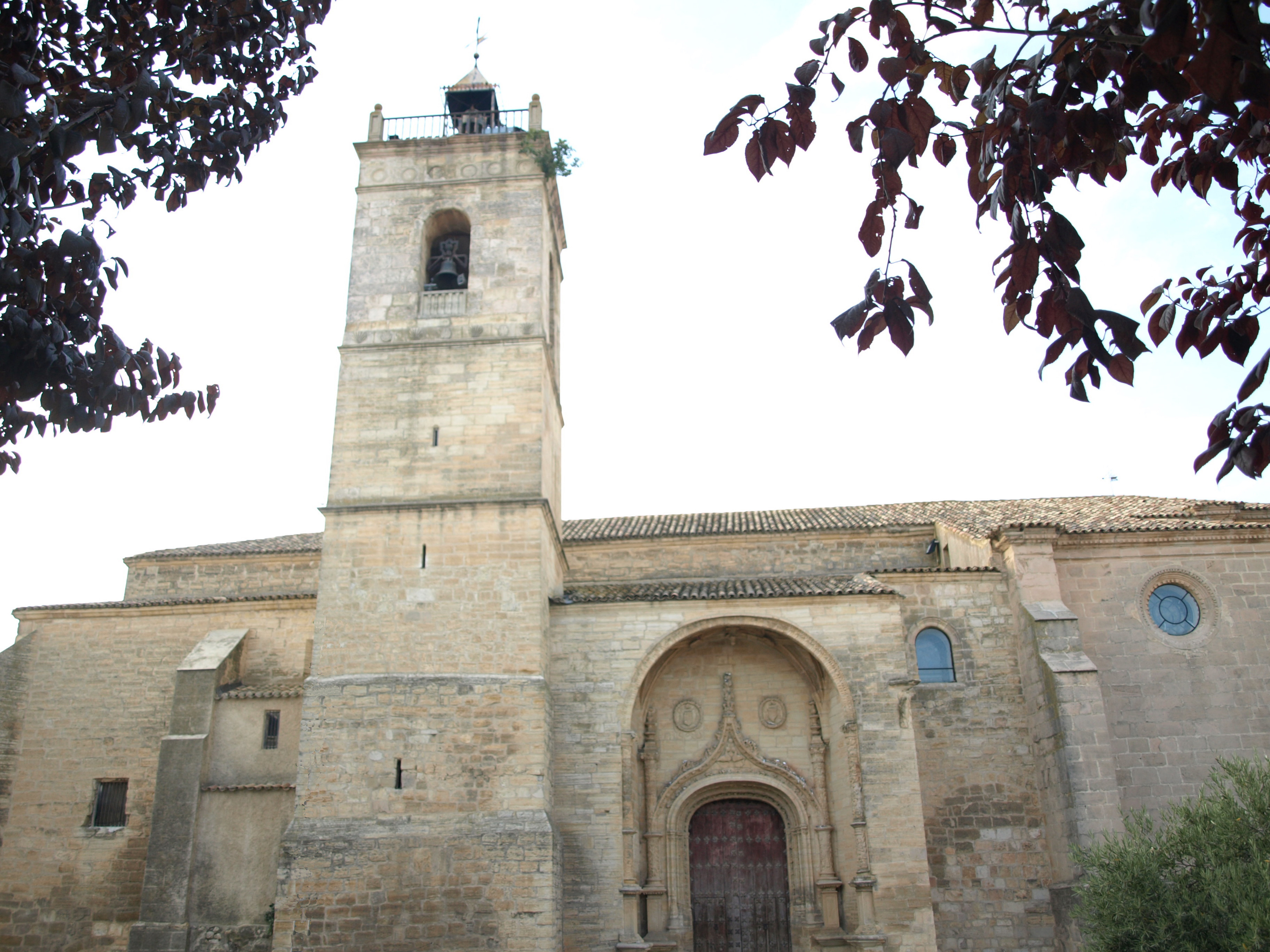
Iglesia de la Natividad Nuestra Señora.

Dentro de su casco urbano, se encuentra el edificio más importante de la villa, la iglesia de la Natividad Nuestra Señora, de los siglos XV y XVI (1480-1582). Es una iglesia columnaria compuesta por tres naves, con seis pilares a cada lado, la central más alta que las laterales, con techo abovedado con crucerías. El templo comenzó a edificarse en el estilo gótico. Existen diferencias notables entre la cabecera o altar, y los pies, por donde se comenzó, y que resalta un bello carácter gótico, con el coro a media altura. Las bóvedas, se van enriqueciendo según nos acercamos a la cabecera, siendo estas de arista. La parte de la cabecera se construyó en pleno Renacimiento, se distingue perfectamente en las bóvedas y las columnas, que son compuestas. El principal financiador de la construcción fue Miguel de Carrascosa. Su mobiliario más importante era un retablo del siglo XVI, perdido en la Guerra Civil, dedicado a la Natividad de Nuestra Señora, también tenía un órgano del siglo XVIII que también fue destruido en la guerra, aunque perduraron importantes imágenes, como el Cristo en el Columna, del escultor Francisco Salzillo, el escultor más importante del siglo XVIII español, y uno de los más importantes del Barroco. También conserva tres puertas, una gótico isabelina (oeste), neoclasicista (norte), y otra plateresca (sur).
Esta iglesia está declarada monumento histórico-artístico nacional desde 1972.

### Casa consistorial del concejo o Ayuntamiento (antiguo palacio episcopal)

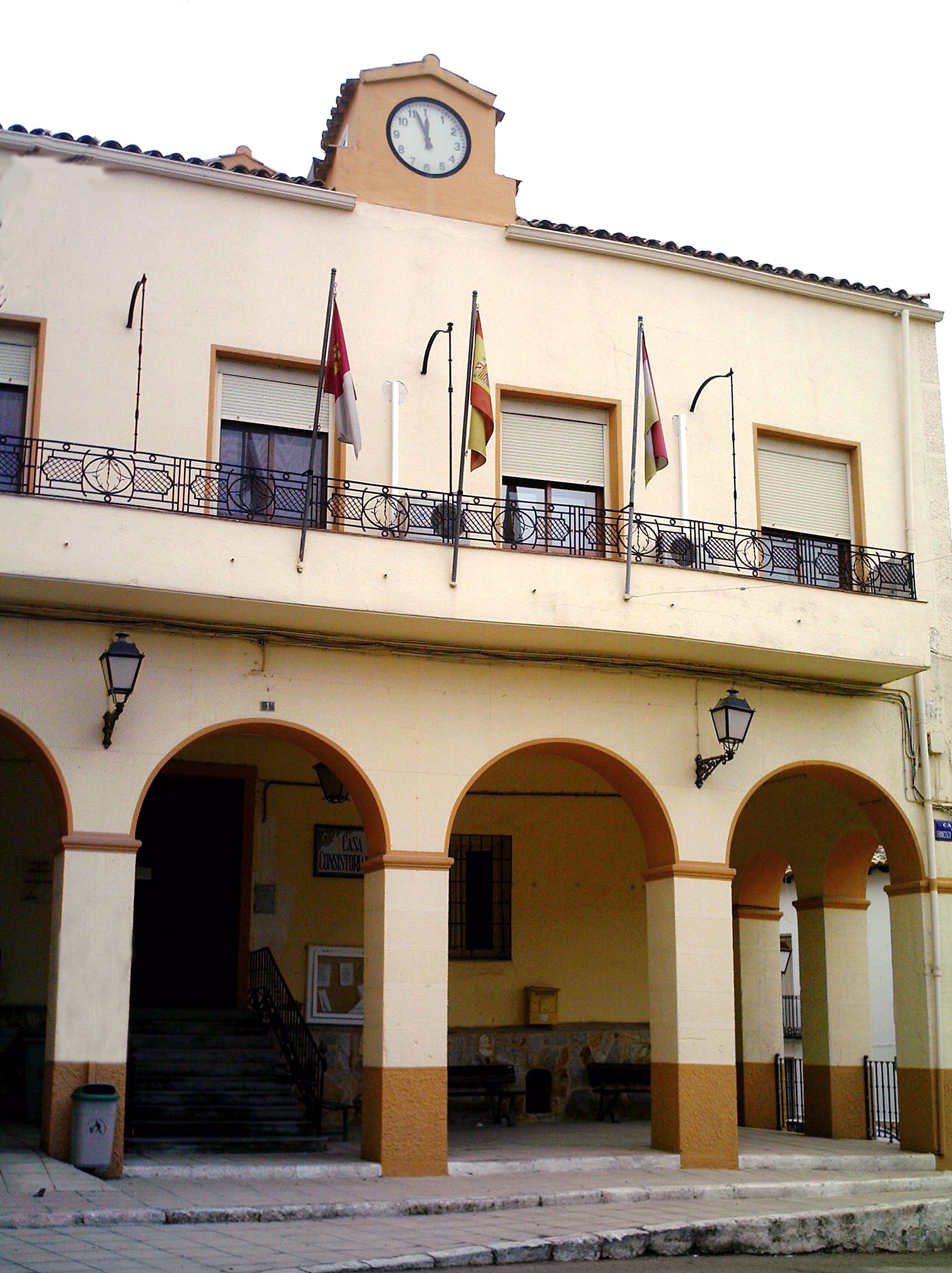
Casa consistorial del concejo o Ayuntamiento.

Edificio construido en el siglo XVI situado en pleno centro de la población, fue mandado construir por Miguel de Carrascosa. Es de estilo renacentista construido en sillería, lo compone una arconada principal compuesta por cuatro arcos de medio punto y cinco columnas, encima de esta entrada, hay una gran balconada que abarca toda la fachada. En el interior, predomina una escalera de tipo imperial, compuesta por un tramo principal y dos que se dividen hacia los lados. Actualmente acoge el ayuntamiento del municipio de Campos del Paraíso. La mayoría de lo que hoy es el edificio compaginó durante tres siglos las funciones de Corregiduría de Castilla, Ayuntamiento del antiguo municipio de Carrascosa del Campo y sus aldeas y de Palacio Episcopal.

### Ermitas
La ermita de Santa Ana, de estilo renacentista, construida en planta de cruz latina, comenzó a edificarse en el año 1518, y fue subvencionada y mandada edificar por Miguel de Carrascosa, aunque en el siglo XVIII queda totalmente en ruinas, en los primeros años del siglo XX el cura párroco de la villa, Francisco Rodríguez Priego, la reconstruye, quedando inaugurada el 26 de julio de 1926. Santa Ana es patrona de la villa, cuyas fiestas patronales en su honor se celebran del 24 al 27 de julio. Esta ermita tuvo sus orígenes en un santuario romano colindante a la calzada Cartago Nova-Segontia, y en época medieval se construyó un torreón.
Existe constancia de la existencia de otras siete ermitas en la localidad hasta el siglo XVIII, a saberse, Virgen del Rosario, Santa Ana, la del Niño, Santiago, San Bartolomé, de la Santa Cruz y de San Cristóbal.
En el siglo XVIII dado que la primitiva ermita de santa Ana estaba en ruinas, se construye otra dentro del pueblo para albergar la imagen, en la actualidad, en donde estuvo ubicada se llama parque de Santa Ana la Vieja, ya en el siglo XX se reconstruye la primitiva ermita, quedando nuevamente inaugurada en 1926.

### Casa de los Escribanos
Casa solariega construida en 1840 sobre un solar que ocupaba antiguamente la plaza del Mercado, y comprado con motivo de la desamortización eclesiástica. Está situado en el barrio de Carralcazar, en la calle de San Bartolomé, antigua vía romana. Durante la Guerra Civil se utilizó como hospital de sangre y posteriormente como centro de intendencia. Actualmente es una casa rural.

### Casa-palacio de los Parada

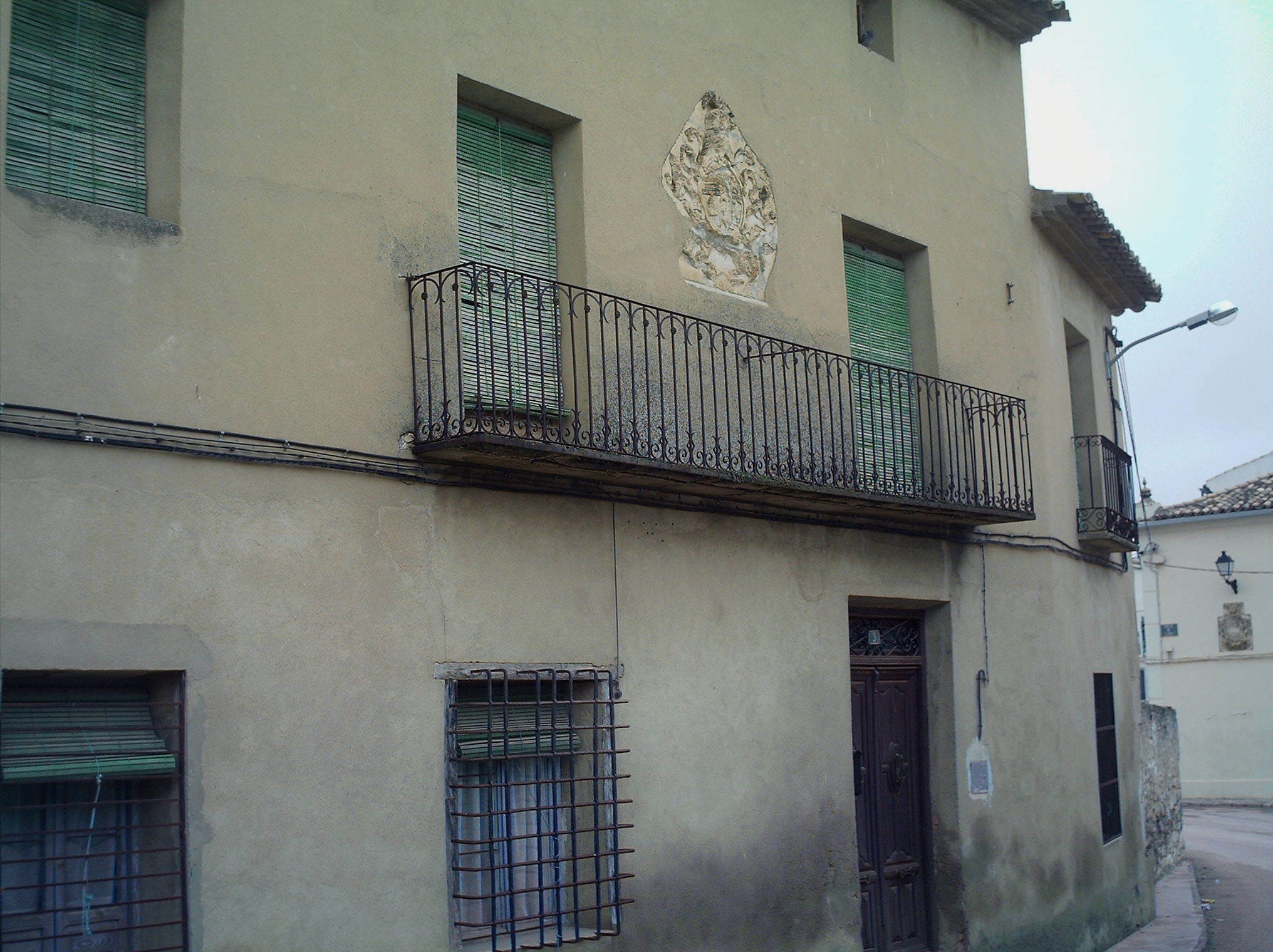
Casa-Palacio de los Parada.

Palacio solariego construido entre los siglos XVI y XVII, por la familia de los Parada, familia nobiliaria con el título de grande de España. El escudo de la fachada data de mediados del siglo XVII.
La casa la compró un vecino de Carrascosa a mediados del siglo XIX, actualmente pertenece a propiedad privada.

### Casa Manolo
Mandada edificar por Miguel de Carrascosa, donde se encontraba su residencia. Construida en el siglo XVI, consta de planta rectangular.
Debe su nombre, a que en el siglo XIX, el vecino de la villa Manolo Plaza, compró la casa, siendo ahora sus descendientes propietarios, aunque actualmente es casa rural.

### Palacio episcopal o Casa Curato
Este palacio fue construido entre los siglos XV y XVI, y mandado construir por el canónico Miguel de Carrascosa. Esta casa servía de residencia para los párrocos de la localidad hasta mediados del siglo XIX. Fue comprada por el Ayuntamiento municipal a causa de la desamortización eclesiástica, dejando de ser usada por el clero. Actualmente forma parte del edificio del Ayuntamiento.

### Cruz de Piedra
Data del siglo XII, y está construida sobre un miliario romano de una calzada que circulaba muy cercana a este enclave. Colocada en honor a la muerte de un noble castellano natural de la cercana población de Huete, caído en la Batalla de Capas, que junto con el rey Alfonso VIII de Castilla defendió estas tierras y las reconquistaron para las tierras de Castilla. Esta cruz actualmente se encuentra en un emplazamiento en el cual se divisa toda la población, y muy cerca de la ermita de Santa Ana, además de ser un atractivo monumental de la Villa.

### Antiguo hospital
Construido en el siglo XVII por Constanza de Alcocer y Pedro de Angulo, matrimonio, sobre un solar propiedad de estos. Esta obra sirvió de gran ayuda a los pueblos de la comarca, ya que aparte de este centro, sólo había otro en Huete. El solar que ocupaba antiguamente este hospital, actualmente es una vivienda privada llamada Villa Almana. Los únicos restos que han llegado hasta nuestros días es un cruz en piedra con Jesucristo tallado, ubicado en la entonces puerta del centro sanitario.

### Antiguo cuartel
Edificio del siglo XVII que se encontraba donde actualmente se localiza el antiguo ambulatorio. Con la potestad que dio Carlos I de villa a Carrascosa, se creó en la localidad una cárcel con ámbito comarcal. El edificio fue derruido en los años 1980 para levantar el Ambulatorio médico. Actualmente se está intentando recuperar y reconstruir la puerta principal de este edificio.

### Chozas de pastores
Construcciones rústicas de unos cuatro metros de alto, de forma circular y una única pared y techo terminado en cono o media esfera irregular. Su material de construcción es la piedra y el barro; la arcilla o el yeso como argamasa. La puerta de entrada al refugio esta siempre orientada al sur para que entre la luz, ya que no poseen ventanas.
El interior del refugio poseía un respiradero que hacia las funciones de chimenea, y suele haber estacas introducidas en los agujeros que dejaban las piedras para colgar las pertenencias. Junto a los chozos aparecen restos de corrales destinados a recoger a los animales; suelen ser dos y de la misma piedra del chozo.

### Despoblados
En el término municipal de Carrascosa del Campo, antiguamente existían doce pequeños poblados, sin incluir el pueblo de Carrascosa, aunque la mayoría se despoblaron pocos siglos después de habitarse. Los dos poblados que más aguantaron fueron Carrascosa y Valdejudíos, el cual pertenecía al primero, pero actualmente sólo se mantiene Carrascosa. Los poblados más importantes son:
- Valdejudíos: Aldea de judíos que se despobló a finales del siglo XIX y principios del XX. Se encuentra dentro del término municipal de Carrascosa del Campo, en la ribera del río Valdejudíos, del que proviene su nombre, el cauce hondo y caudaloso del río por esta zona propició la supervivencia de la pequeña aldea. Geográficamente, se encuentra entre los ríos Valdejudíos y el arroyo Juanseca, y en la falda de una pequeña colina. Históricamente, es una aldea antigua, posterior a Carrascosa, creada sobre el siglo XIII, en el siglo XVI, la reina castellana Juana la Loca la puso a su merced, y lo entregó a la villa de Carrascosa poco antes de morir. Los edificios más destacados del despoblado es la iglesia-ermita de San Sebastián, del que se conservan algunos restos, casas solariegas y almacenes de guardar el grano. Llegó a acuñar su propia moneda.

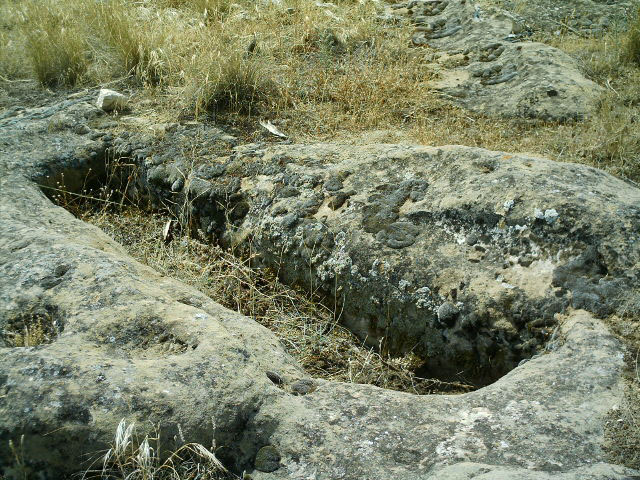
Una de las varias sepulturas fenicias halladas en Villaverde.

- Villaverde: Poblado antiguo, posiblemente creado en el siglo XIII, está situado en un enclave fabuloso. Cerca de este paraje, se encontró un poblado celtíbero-romano. También en el entorno se encuentra una iglesia paleocristiana y un enterramiento tardorromano, con sepulturas excavadas en la roca. Deriva su nombre de un prado cercano que siempre se encontraba verde.
- Muela de Pulpón: Poblado perteneciente al cerro de la Muela, centro fabril romano, luego pasó a ser poblado y fortaleza visigoda y árabe. Los habitantes de este poblado trabajaron en el centro fabril y en las minas de espejuelo; este centro neurálgico del metal y la economía romana en Cuenca fue una de las más importantes de España.

### Barrios históricos
De los barrios que se encuentran actualmente en Carrascosa, hablaremos de los tres más antiguos, que no principales de la villa. Estos tres poblados constituyen actualmente lo que en su día fue la antigua aldea de Venta de la Carrasca, consecuencia de ello, son los barrios más antiguos de la villa, creados en el los siglos XII-XIII:
- Barrio de la Solana: barrio muy antiguo, data del siglo XII, se compone de una calle irregular, con varios altillos, casas no muy grandes y antiguas, casas-cuevas, etc. En época romana, la atravesaba una calzada romana, calle que actualmente se llama así. Se sitúa al margen norte del arroyo Santa Ana (actualmente canalizado), limitando al norte con la zona de la plaza y el barrio de Carralcazar.
- Barrio de Carralcazar: barrio más septentrional de la villa, tanto antigua como actualmente. Ya desde época romana, lo que hoy es calle de San Bartolomé y Carralcazar, fue una calzada romana. Al igual que la Solana, data del siglo XII, y también se compone de casas antiguas, altillos, cuevas, etc. En la Edad Moderna, se construyó una ermita dedicada a San Bartolomé. Entre este barrio y la Solana, estaba la zona de la plaza, en la cual, primeramente existió una pequeña iglesia románico-gótica.
- Barrio del Castillo: barrio situado en la margen sur del Arroyo Santa Ana, debe su nombre a la existencia de un castillo o atalaya (torre de vigilancia) medieval. Data del siglo XII, y al igual que los anteriores, se compone de altillos, cuevas, casas antiguas, etc. Del castillo existente en este barrio no se conserva ningún resto, exceptuado algunos muros, pero la situación estratégica de esta fortaleza es espectacular.

## Economía
La economía de la localidad se centra básicamente en el sector primario, y más específicamente en la agricultura, a la cual se dedica entre el 70 % y el 80 % de la población activa. En el sector secundario trabaja aproximadamente entre el 8 % y el 10 % de la población, dejando para el sector terciario el 11 % o 12 %.
El Ayuntamiento también obtiene los beneficios de un parque eólico que consta de 19 molinos, además del 1% cultural del presupuesto de las obras de AVE y la autovía A-40.

## Administración
Carrascosa del Campo es la localidad donde se sitúa la sede del Ayuntamiento de Campos del Paraíso. Carrascosa del Campo fue la sede del antiguo municipio de Carrascosa del Campo hasta 1971, cuando se fusionó con otros para crear Campos del Paraíso.

## Demografía
| Gráfica de evolución demográfica de Carrascosa del Campo entre 1842 y 1970 |
| |
| Población de derecho según los censos de población del INE Población de hecho según los censos de población del INEEntre el censo de 1981 y el anterior, este municipio desaparece porque se integra en el municipio Campos del Paraíso |

Carrascosa del Campo cuenta con 602 habitantes (INE 2007). El descenso de población en los últimos treinta años ha sido debido al éxodo rural por el cual la gente del campo emigra a las ciudades. Carrascosa llegó a su cénit demográfico en el año 1930 con 2059 habitantes.
Esta gráfica sólo constituye hasta el año 1970, ya que a partir de pocos años después de este, el pueblo se agrupó con otros cuatro, formando Campos del Paraíso, donde se reflejan actualmente los datos del INE.

## Fiestas y tradiciones
- 25 de abril: Día de San Marcos. Se baja a santa Ana en procesión desde la ermita hasta la iglesia. Con la compañía de todos los carrascoseños asistentes, se celebra una pequeña misa en la ermita de Santa Ana, a continuación, se celebra la procesión, que dirige a Santa Ana hasta la iglesia parroquial. Se celebra una misa en su honor. Santa Ana permanecerá en esta iglesia durante tres meses, hasta que el día 27 de julio, denominado Santa Anilla en la localidad, se sube otra vez a la ermita. Aquí permanecerá el resto del año hasta el 25 de abril del año siguiente.
- 15 de mayo: Festividad de san Isidro. En esta festividad, se celebra una procesión en honor a san Isidro y a san Cristóbal, patrones de la agricultura y de los conductores respectivamente. En la procesión, todos los tractores y vehículos agrícolas de la localidad, protegen y advocan a san Isidro y san Cristóbal. Se celebra una misa en su honor, además de rezos y plegarias durante la procesión.

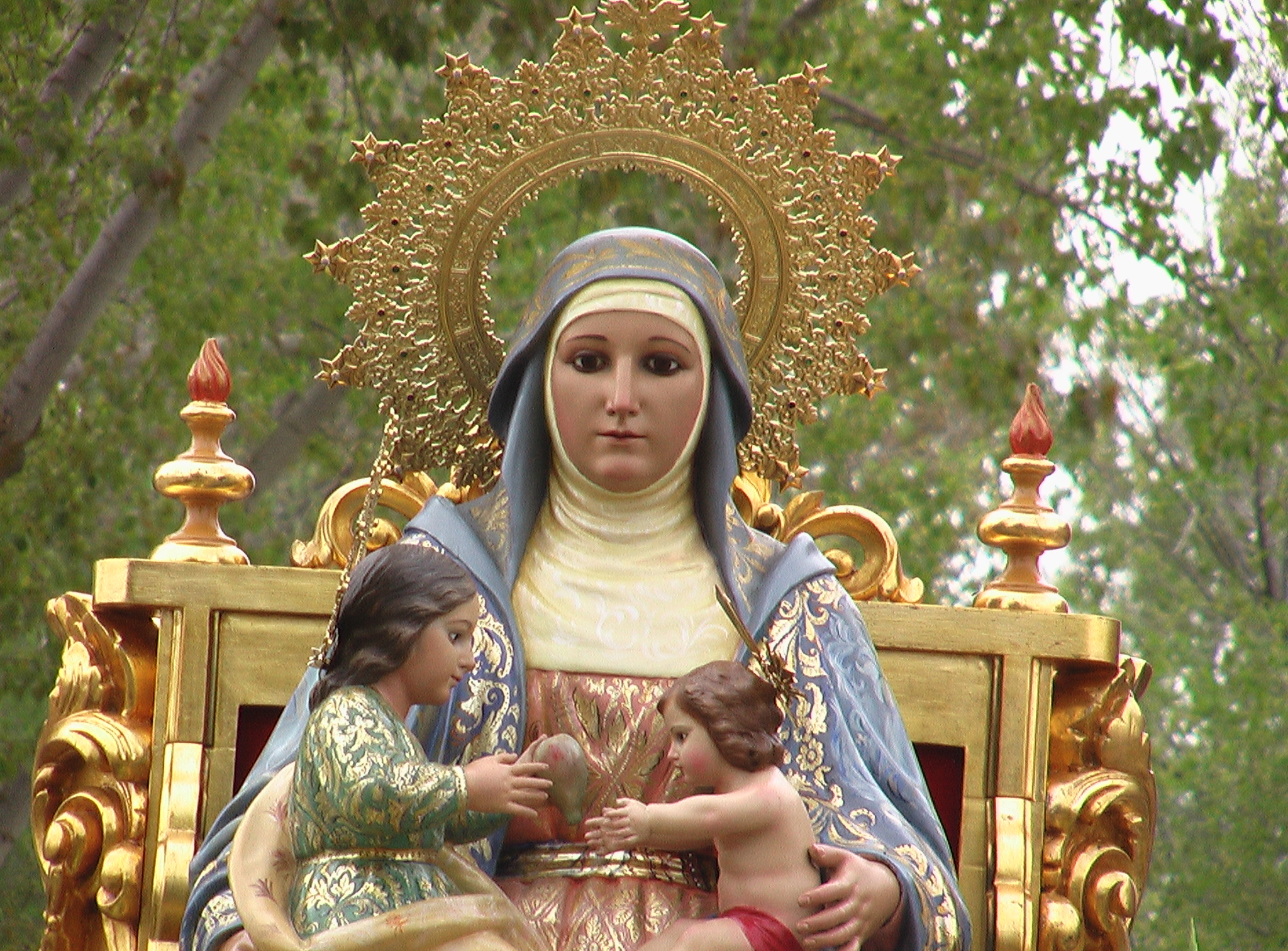
Imagen de Santa Ana, patrona de la villa.

- Fiestas patronales en honor a Santa Ana: Es la fiesta más importante de la localidad por ser la patrona de Carrascosa del Campo. Ya en el siglo XIV se conservan documentos que revelan que existía una cofradía o hermandad en la entonces aldea de Venta de la Carrasca que veneraba a esta santa. Se celebra del 24 al 27 de julio. Tiene su origen a principios del siglo XVI, en el año 1503, siendo una de las fiestas más antiguas de la provincia. El día 25 de julio, día de Santiago Apóstol, se celebra un encierro, la procesión y la corrida de toros, el 26 de julio, día de santa Ana, se hace un encierro y una misa litúrgica en honor a santa Ana, y el día 27, denominado en el pueblo de Santanilla, se sube en procesión desde la iglesia hasta la ermita, estando allí dando vueltas a la misma durante toda la mañana.